# Miradouro do Pico da Velha

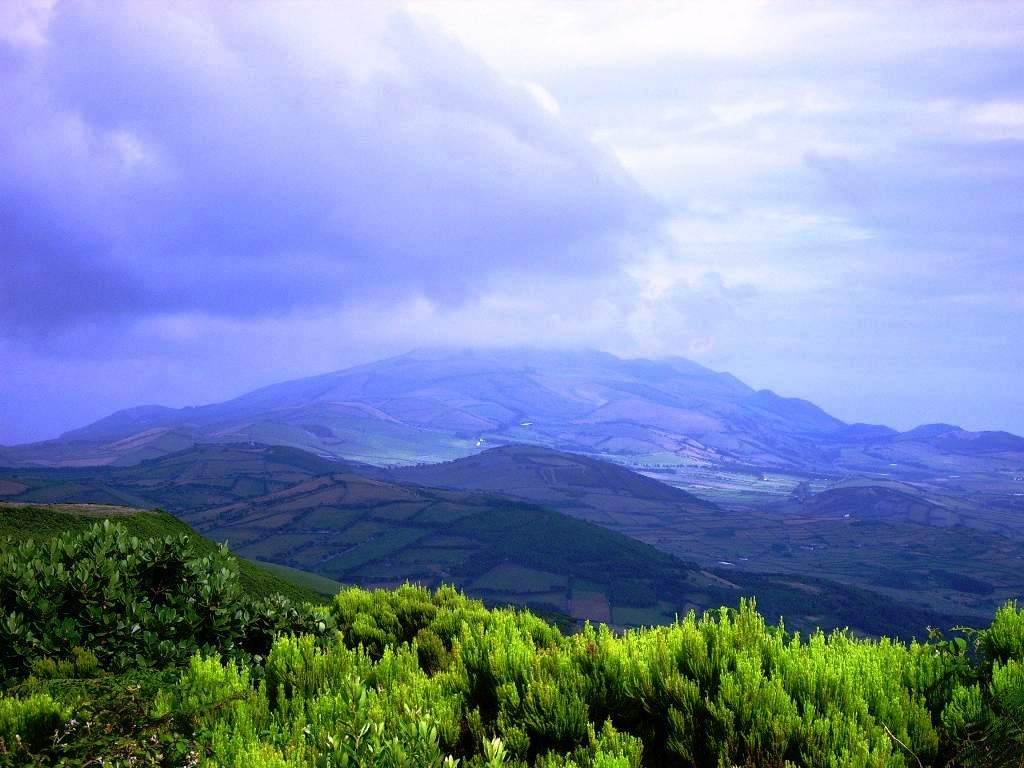
Miradouro do Pico da velha, vista do interior, Rosais, Paisagem do Interior da ilha de São Jorge, Açores, Portugal.

O Miradouro do Pico da Velha é um miradouro português localizado dentro do Parque Florestal das Sete Fontes que faz parte do Sítio de Interesse Comunitário da Ponta dos Rosais. Localiza-se na freguesia dos Rosais, concelho de Velas, ilha de São Jorge e arquipélago dos Açores, no Cimo do Pico da Velha.
Este miradouro oferece uma vista sobre as ilhas do Grupo central dos Açores, nomeadamente a ilha do Pico e a ilha do Faial além de uma extensa paisagem que se estende sobre grande parte da freguesia dos Rosais.

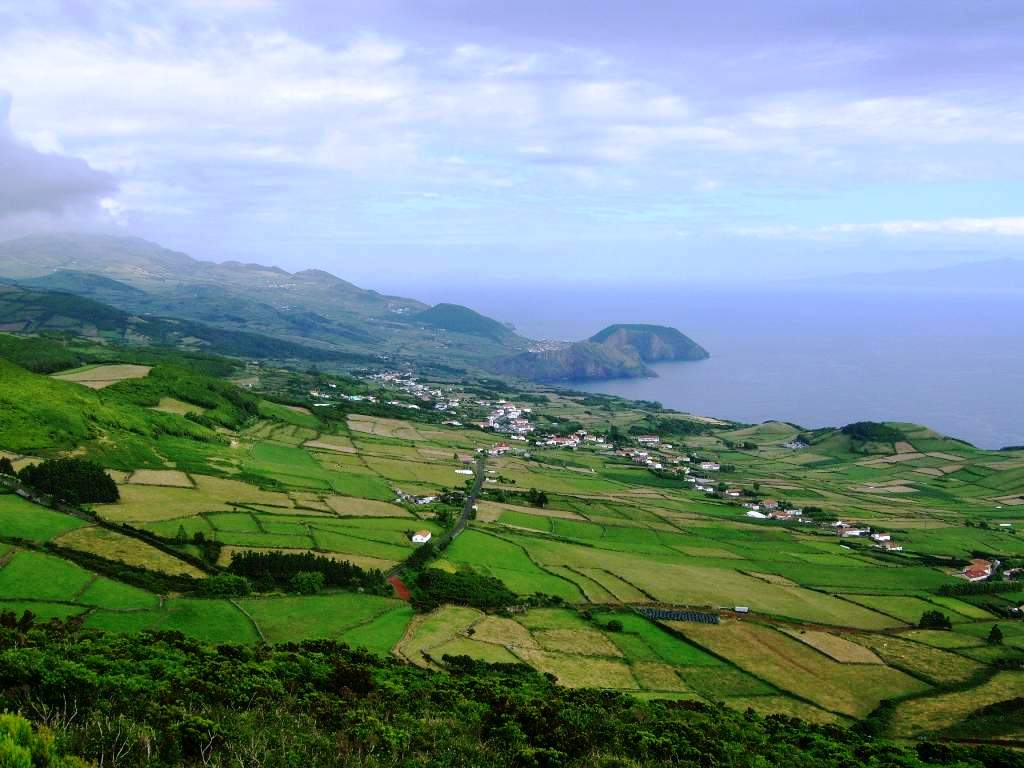
Miradouro do Pico da Velha, Rosais, ilha de São Jorge, Açores, Portugal.